# 主要部内在型関係節
主要部内在型関係節（しゅようぶないざいがたかんけいせつ、英：internally-headed relative clauses）とは、関係節の一種であり、被修飾名詞（主要部）をその内部に含む節を指す。

## 概説
世界の言語では様々な関係節化のストラテジーが用いられているが、その中には主要部となる名詞が関係節の外に現れるものと、関係節の内側に現れるものが存在する。前者は主要部外在型関係節と呼ばれる一方、後者は主要部内在型関係節と呼ばれる。
以下はバンバラ語（西アフリカ；マンデ語派）におけるその主要部内在型関係節の例である。
例文（1）において、名詞so「家」はそれを修飾する節（「私が見た」）の中に生起している。

## 日本語の主要部内在型関係節
現代日本語においては、主要部外在型関係節に加えて、主要部内在型関係節も用いられることが知られている。
主要部外在型関係節
- 「[皿の上にあった]りんごをくすねた。」[2]

主要部内在型関係節
- 「[りんごが皿の上にあった]のをくすねた。」[2]

日本語の主要部内在型関係節は、「臨場性」「現場性」を伝える構文として特に書き言葉において用いられる。

## 地理的分布
主要部内在型関係節を持つ言語は世界中に存在するが、とりわけ北アメリカの言語、及び北東インド周辺（ミャンマー・中国の隣接地帯を含む）の言語では頻繁に見られる。